# 自郷社
自郷社（じきょうしゃ）とは、杉田定一が石川県坂井郡波寄村（後に福井県坂井郡鶉村、現在の福井市）に結成した政社。
地租改正反対闘争に関わっていた杉田は立志社の板垣退助の影響を受けて愛国社再興大会に参加し、帰郷後の1879年7月20日に自宅の酒倉を改造して学習結社の「自郷学舎」を、8月24日に政社の「自郷社」を結成した。杉田を社長とし、坂井郡下の豪農子弟30名余りを社員として発足、同年11月の第3回愛国社大会に代表を派遣した。坂井郡地域の地租改正反対運動と自由民権運動を主導して国会開設請願の書名を翌年2月までに約1,900名、後には7,000名まで集めたが、地域政党化を図るために1881年9月に天真社（後の南越自由党）を結成し、自郷社は発展的解散をすることとなった。